# Saint-Amans, Aude
Saint-Amans är en kommun i departementet Aude i regionen Occitanien  i södra Frankrike. Kommunen ligger  i kantonen Belpech som ligger i arrondissementet Carcassonne. År 2022 hade Saint-Amans 62 invånare.

## Befolkningsutveckling
Antalet invånare i kommunen Saint-Amans
Referens: INSEE